# Julio Buffarini
Julio Alberto Buffarini (General Cabrera, Córdoba, Argentina, 18 de agosto de 1988) es un futbolista argentino que juega como defensor en Rampla Juniors de la Segunda División Profesional de Uruguay.

## Trayectoria

### Inicios
Julio Buffarini arrancó desde los ocho años a jugar al fútbol en su pueblo natal, General Cabrera. Un jugador que empezó a perfeccionarse desde chico, comenzó a ir al gimnasio a los once años. Pasó por varios clubes de barrio hasta que a sus trece años logró llegar a Newell's, pero a los cuatro meses volvió a su pueblo natal ya que no pudo acostumbrarse a estar lejos de su familia. Al poco tiempo se probó en el Club Deportivo Atalaya de Córdoba, que seleccionaba jugadores del interior del país y los llevaba a probarse a distintos equipos. Ahí, pudo adaptarse rápido ya que tenía como compañeros a vecinos de su pueblo. Ellos duraron poco y regresaron, Buffarini en cambio se quedó hasta que pasó a Talleres.

### Talleres de Córdoba
Llegó a Talleres mediante el Sub-15 de Córdoba, en donde el club entraba con la Sexta para los torneos de AFA, y armó el equipo con esa Sub-15. Con tan solo seis meses en inferiores estuvo a punto de subir a la Primera, pero esa ilusión se frenó debido a que le encontraron una hernia. A los cuatro meses se logró recuperar, jugó un par de partidos en inferiores y lo llevaron a la pretemporada con la Primera. Tras una gran pretemporada, firmó su primer contrato profesional.
Su debut en Talleres de Córdoba el 5 de agosto de 2006 cuando el equipo militaba en la Primera B Nacional, en la primera fecha del Torneo Apertura donde Talleres terminaría perdiendo contra Defensa y Justicia por 0-1. El director técnico, Roberto Saporiti, lo haría ingresar a los 62 minutos por Cristian Devallis.
El descenso del equipo cordobés y los graves problemas que este hecho conllevó repercutieron en Buffarini, que con 20 años de edad no podría darse a conocer en la élite del fútbol.
Con la llegada de Salvador Capitano como director técnico (en 2007), Buffarini encontraría un lugar entre los titulares, disputando cerca de 1800 minutos en 27 apariciones. En la temporada siguiente se produce el descenso de Talleres al Torneo Argentino A. Luego de disputar esa temporada en la tercera división, abandona Talleres de Córdoba como jugador libre.

### Atlético Tucumán
Se incorporaría posteriormente al Club Atlético Tucumán, que militaba en la Primera B Nacional. Allí comenzaría la temporada como suplente de Carlos Fondacaro, ex Boca y Tigre. Esto no sería un impedimento para él, ya que con el correr de las fechas se ganaría un lugar en el equipo y llegaría a disputar cerca de 1400 minutos (con un total de 27 partidos jugados y 2 goles convertidos).

### Ferro Carril Oeste
En 2011 llega a Ferro Carril Oeste, con un equipo que proyectaba conseguir una buena cantidad de puntos. Con una gran solidez defensiva y con carencias a la hora de convertir un gol, Ferro tuvo al jugador cordobés como principal vía de ataque. Por su entrega y sacrificio en el momento de jugar un partido (sus características más notables), supo ganarse el apoyo de los aficionados del barrio de Caballito.
En Ferro, Julio Buffarini mejoró notablemente su juego (según él mismo reconoció en algunas entrevistas) y obtuvo regularidad, empezando como titular en todos los partidos disputados.
Su gran temporada en el club le sirvió a Buffarini para darse a conocer en todo el fútbol argentino; despertaría el interés de grandes equipos, tales como Racing, River Plate y San Lorenzo.

### San Lorenzo de Almagro

Mural de Buffarini en la calle Zelarrayán, en Parque Chacabuco, realizado por el Grupo Artístico de Boedo.

#### 2012
El 6 de marzo de 2012, Buffarini rescindió su contrato con el club de Caballito por un total de U$s 350 000 netos y pasó a formar parte de San Lorenzo, club de la primera división Argentina. No fue fácil, ya que Buffarini reconoció que tuvo que poner dinero de su bolsillo para que se concrete su llegada a San Lorenzo.
Su debut en San Lorenzo fue el 14 de marzo de 2012 por los dieciseisavos de final de la Copa Argentina frente a Chacarita Juniors, en donde "el ciclón" se impondría por penales. Su debut en la primera división ocurrió el 9 de abril de 2012, en un empate 1-1 frente a Racing Club.
Con tan solo haber jugado pocos partidos con la camiseta de San Lorenzo, se ganó el cariño de los hinchas azulgranas. Fue considerado de gran importancia en la salvación del Ciclón en la lucha por no descender a la Primera B Nacional, teniendo notables participaciones y cediendo un buen número de asistencias.
El primero de sus goles por competencia local y con la camiseta de San Lorenzo se lo convirtió al Colón de Santa Fe el 8 de septiembre de 2012. Aquel partido terminó siendo victoria cuerva. En el mismo año precisamente en el mes de noviembre, Julio le convierte un gol a la Argentinos Juniors en un partido que termina ganando San Lorenzo por 2-1.
Antes del comienzo del nuevo campeonato, Buffarini estuvo en la mira de varios equipos de Italia, España y China.

#### 2013
2013 sería un año de cambios en San Lorenzo, pero no en Buffarini, ya que su juego iría en auge y mejoraría partido a partido. Después de una primera mitad de año en donde San Lorenzo terminaría en cuarta posición, llegaría el Torneo Inicial. San Lorenzo saldría campeón de aquel torneo, siendo Buffarini una de las figuras junto a Ignacio Piatti, Leandro Romagnoli, Sebastián Torrico entre otros. Su gol de penal en la victoria frente a River Plate por la quinta fecha le daría tres puntos de oro al equipo para la obtención de un campeonato que fue muy irregular entre todos los clubes.
Este año, Buffarini convertiría cuatro goles. El primero que le marco fue a Arsenal de Sarandi en un partido que finalizó 3 a 1 en favor del ciclón. Luego le hizo goles a Quilmes (Resultado final 2 a 1 victoria de San Lorenzo), y a Boca y River Plate, ambos de penal.
Por otro lado, alcanzó su primer gol en Copa Argentina frente a Estudiantes de Caseros. Aquella serie terminó en triunfo de San Lorenzo.

#### 2014

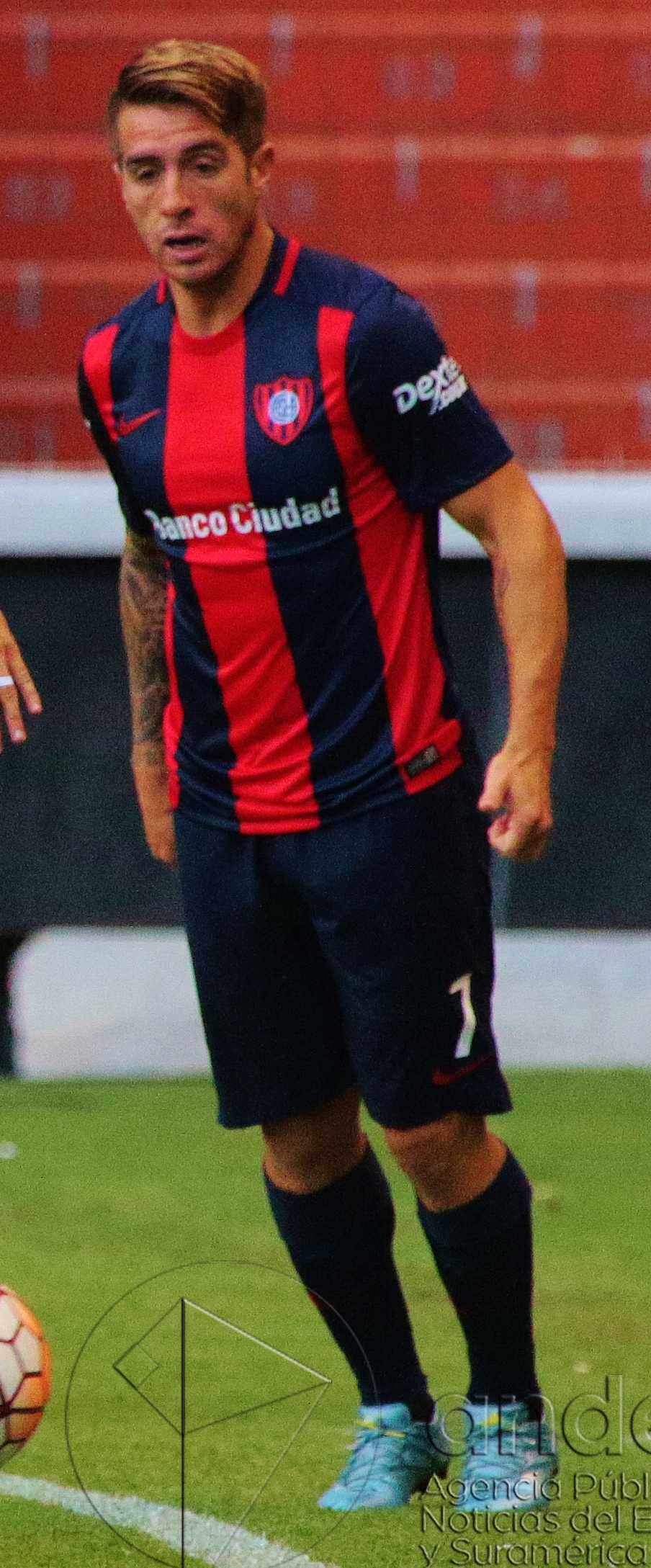
Buffarini diputando un encuentro por la Copa Libertadores 2016 con San Lorenzo.

2014 sería el año soñado para Buffarini, en donde con actuaciones más que sobresalientes obtendría la Copa Libertadores 2014 junto a jugadores como Leandro Romagnoli, Ángel Correa, Ignacio Piatti entre otros. El juego de Buffarini sería trascendental en la copa ya que gracias a su salvada y su ejecución desde el punto del penal en la definición frente al Grêmio de Porto Alegre, haría que su equipo llegara a la instancia de cuartos de final frente al Cruzeiro, al cual también vencería por un global de 2-1. En la copa solo convertiría un gol y sería en las semifinales frente al Bolívar en la goleada 5-0 por la ida de aquellas semifinales, Buffarini marcaría el cuarto de esos cinco goles.
Después de aquella copa le costaría un tiempo encontrar un nivel igual, además de que tendría partidos irregulares en el campeonato local. Para diciembre del mismo año llegaría el Mundial de Clubes en donde San Lorenzo arrancaría desde las semifinales frente al Auckland City de Nueva Zelanda. El ciclón ganaría por 2-1 en tiempo suplementario, y tres días más tarde enfrentaría en la final al nada más ni nada menos que al Real Madrid de Cristiano Ronaldo. San Lorenzo perdería el encuentro por 2-0 pero el mejor jugador del equipo fue justamente Julio Buffarini el cual reencontró aquel estado de forma el cual lo había llevado a conquistar la Copa Libertadores seis meses atrás.
Ese año convirtió 3 goles. Arsenal de Sarandi lo volvió a padecer en primer lugar y luego le marco a Estudiantes LP en el último partido que San Lorenzo disputó en el Nuevo Gasómetro antes de ir al Mundial de Clubes. Antes de esto Buffarini debutó en las redes por la Copa Libertadores frente a Bolívar por las semifinales.

#### 2015
2015 arrancó con la derrota de la Recopa Sudamericana frente al Club Atlético River Plate perdiendo ambos encuentros tanto en el Nuevo Gasómetro, como en El Monumental por idéntico marcador (1-0) y goleador (Carlos Sánchez). Buffarini jugaría ambos encuentros, pero en la vuelta se iría expulsado por doble amonestación cuando restaban pocos minutos para que acabara el partido.
En la Copa Libertadores, no se pudo repetir el éxito del pasado año y el equipo quedó eliminado en primera ronda a manos de Sao Paulo, Corinthians, estos dos pasarían a los octavos de final, y Danubio. Buffarini disputaría cinco de los seis encuentros de esta primera fase perdiéndose solo el primer cotejo. Su andar en estos partidos fue irregular destacándose solamente en el partido el cual sería victoria 1-0 sobre Sao Paulo en el Nuevo Gasómetro.
En el debut de los torneos largos en la Argentina, este sería algo particular a nivel mundial, ya que contaría con treinta equipos realizando un torneo con la misma cantidad de partidos. Por lo que, los equipos solamente se enfrentarían una vez por temporada. San Lorenzo, tuvo un gran juego a lo largo del año, lo que llevó a que esté en varias oportunidades en lo más alto de la liga, destacando la victoria a último minuto con gol a Boca Juniors a pocas fechas de finalizar el torneo. En este partido, Buffarini tuvo gran incidencia en el resultado, ya que su presión constante al marcador izquierdo Rodrigo Bentancur hizo que este se equivocase y asistiera de forma directa a Mauro Matos para darle la victoria a San Lorenzo.
A pesar de este partido, en la siguiente fecha caería derrotado en el clásico de barrio frente a Huracán y una serie de malos resultados posteriores resultarían que, a pesar del gran juego desplegado a lo largo del campeonato, el torneo quede en manos de Boca Juniors dejando a San Lorenzo detrás a solo tres puntos.
El cordobés marcaría sus únicos dos goles, primero al Club Atlético Lanús por la fecha 7 en la victoria por 4-0, marcando el tercero a través del punto penal. El segundo sería frente a Crucero del Norte por la fecha 20 en la victoria por 2-1, marcando el 1-0 inicial.

#### 2016
San Lorenzo, luego de luchar el Campeonato 2015, consiguió el subcampeonato y logró clasificar a la Copa Libertadores por tercera vez consecutiva y disputar la Supercopa Argentina 2015, ya que Boca Juniors logró la doble corona al obtener el campeonato y la Copa Argentina respectivamente. San Lorenzo afronta su primer título de 2016 en juego y con el debut de su nuevo director técnico; Pablo Guede. La Supercopa se disputó el 10 de febrero de 2016 en el Estadio Mario Alberto Kempes de Córdoba.
El Ciclón se coronó campeón con una gran goleada a favor 4-0 ante Boca Juniors. El despliegue de Buffarini, el debut de Belluschi, los pases de Ortigoza, más la gran actitud del equipo completo condujeron a conseguir la copa. El primer tanto fue obra de Fernando Belluschi al final del primer tiempo, un doblete de Pablo Barrientos, uno después de una gran asistencia de Belluschi y otro desde un tiro libre de larga distancia que se colocó en un ángulo, inalcanzable para Agustín Orión. El gol que coronaría la goleada lo haría Nicolás Blandi. El cuervo en su primer partido oficial de la temporada, consiguió el único título del año y la clasificación a la Copa Sudamericana 2016.
El campeonato de ese año sería el último de Buffarini con la casaca azulgrana. Con un andén irregular disputaría catorce de los diecisiete partidos de la liga destacando las actuaciones contra Vélez Sarsfield, Belgrano y Colón. Su último encuentro sería en la estrepitosa caída por 0-4 en la final de ese campeonato contra el Club Atlético Lanús en el Estadio Monumental de River Plate. Con un bajo rendimiento del equipo en general, Buffarini se despediría de los cuervos sin poder conseguir su cuarto título a nivel individual con el club.

### São Paulo
A pedido del entrenador Edgardo Bauza, el 20 de julio de 2016 se concreta la venta de Buffarini al São Paulo por tres años por una cifra aproximada a los 2 000 000 USD$.
El 4 de agosto se realizó su debut con el equipo en una derrota 1-2 frente al Atlético Mineiro disputando los 90 minutos, ganándose una tarjeta amarilla y redondeando una actuación regular. Este partido sería la despedida del entrenador que lo reclutó a esta nueva experiencia, Edgardo Bauza, comenzaría a dirigir a la selección de fútbol de Argentina.

### Boca Juniors
El 26 de diciembre de 2017 se confirmó el arribo de Buffarini a Boca Juniors. El club efectivizó la compra del 80 % de su pase a un valor cercano a los 1 500 000 de dólares y firmó un contrato que lo liga al club hasta diciembre de 2020. El 3 de noviembre de 2018 convierte su primer gol con la camiseta del xeneize frente a Tigre por la fecha 11 de la Superliga Argentina en donde coronaría la victoria 4-1 para Boca.

### España

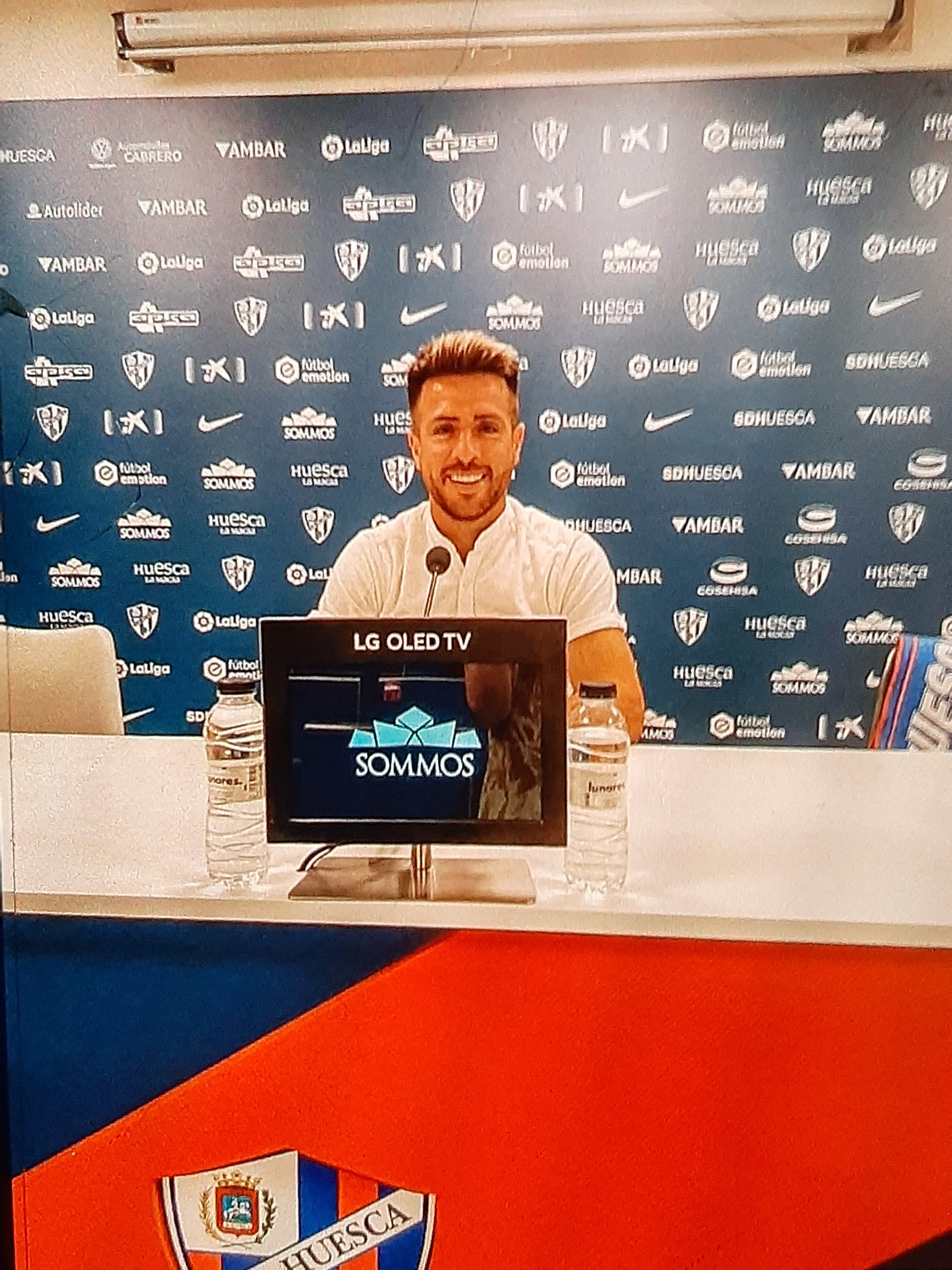
Buffarini en la presentación del Huesca de España.

El 5 de agosto de 2021 la S. D. Huesca anunció su fichaje para las dos próximas temporadas.  El 13 de agosto debutó en la victoria por 2-0 en el Estadio El Alcoraz frente a la S. D. Eibar. Jugó diecisiete encuentros en el primer tramo de la temporada. 

### Cartagena

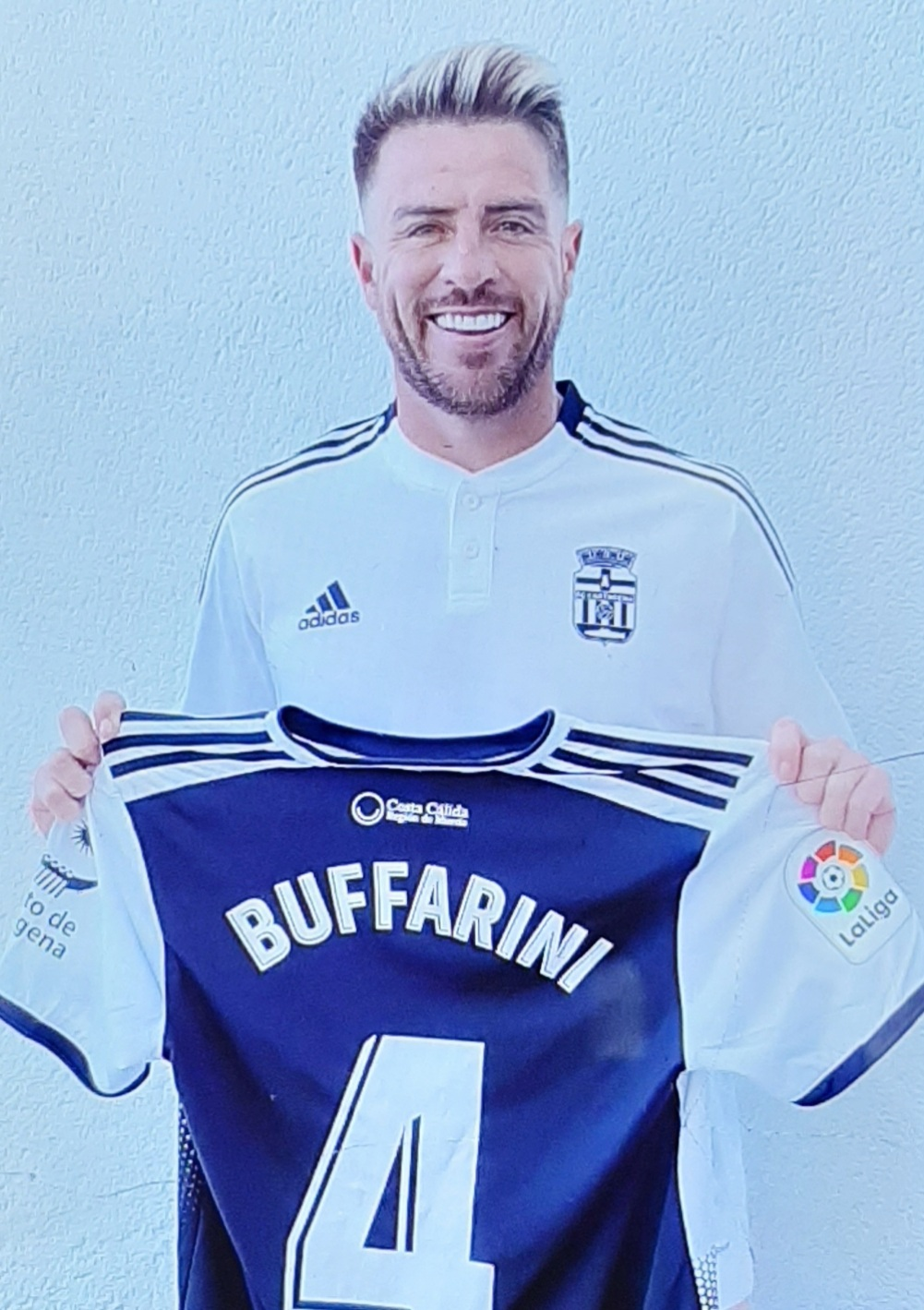
Buffarini en su estreno con la camiseta del F. C. Cartagena.

El 27 de enero de 2022 fue cedido al F. C. Cartagena hasta el final de la temporada. Terminada la misma volvió a la S. D. Huesca que rescindió su contrato.

### Club Atlético Talleres
El 10 de junio de 2022 se comprometió con el Club Atlético Talleres de la Primera División de Argentina.

### Club Atlético Independiente
Su llegada al club de avellaneda se hace oficial el 31 de agosto de 2023. En Independiente estaría hasta finales del 2024 donde solo jugaría ocho partidos.

### Rampla Juniors
A finales de febrero de 2025, por el poco rodaje que tuvo en el club de avellaneda y estar casi un año sin jugar por cuestiones físicas y tácticas, le llegó la oportunidad de emigrar a un país vecino y jugar en el Rampla Juniors recién descendido a la Segunda División de Uruguay.

## Selección nacional
En septiembre de 2012, Buffarini es convocado por el técnico de la selección de fútbol de Argentina, Alejandro Sabella, para integrar el seleccionado local que disputaría el Superclásico de las Américas de 2012, enfrentando a la selección de fútbol de Brasil. Posteriormente, se anuncia su desafección de la convocatoria para el partido de ida (a disputarse en Brasil), aunque seguiría convocado para disputar el partido de vuelta (a disputarse en Argentina). Para dicho partido, sería desafectado de la convocatoria por segunda vez.
En 2015 es tomado nuevamente en consideración por el técnico Gerardo Martino.
En octubre de 2016 fue nuevamente convocado para representar a la Argentina. Esta vez por Edgardo Bauza, su extécnico en San Lorenzo y San Pablo.
En noviembre del mismo año, sería citado y como las veces anteriores, no dispondría de minutos con la selección.
Su última convocatoria hasta el momento se realizó en marzo de 2017 cuando el director técnico, Edgardo Bauza, probaría en los entrenamientos un equipo con Buffarini como mediocampista por derecha para enfrentar a Bolivia, partido el cual sería el último partido del entrenador al mando de la selección luego de haber estado dirigiéndola solo durante ocho encuentros.
En mayo del 2020 el director técnico de la selección, Lionel Scaloni, reconoció tenerlo en cuenta para futuras convocatorias para las eliminatorias al Mundial de Catar 2022.

## Marca de penales
Julio Buffarini sostiene la increíble marca de haber marcado los 19 penales que ejecutó a lo largo de su carrera. Seis de ellos fueron durante los 90 minutos de partido y los restantes durante una definición desde los doce pasos, en los cuales de estos últimos, seis fueron para sentenciar la definición. A continuación se repasan cada uno de los penales.
Actualizado al 28 de junio de 2025
| \| N° \| Fecha \| Rival \| Competición \| Jornada \| Resultado parcial \| Resultado final \| Definición por penales/ 90 minutos \| Equipo donde jugaba \| \| -- \| -------- \| ------------------- \| ------------------------- \| --------- \| ----------------- \| --------------- \| ---------------------------------- \| ------------------- \| \| 1 \| 30/11/11 \| Atlético de Rafaela \| Copa Argentina 2011 \| 32.os \| 0-0 \| 0-0 \| Definición Por Penales \| Ferro \| \| 2 \| 13/03/12 \| Chacarita \| Copa Argentina 2012 \| 16.os \| 1-1 \| 1-1 \| Definición Por Penales \| San Lorenzo \| \| 3 \| 11/05/13 \| Boca Juniors \| Torneo Final 2013 \| 13 \| 2-0 \| 3-0 \| 90 Minutos \| San Lorenzo \| \| 4 \| 15/05/13 \| Deportivo Morón \| Copa Argentina 2013 \| 16.os \| 0-0 \| 0-0 \| Definición Por Penales \| San Lorenzo \| \| 5 \| 11/05/13 \| River Plate \| Torneo Final 2013 \| 13 \| 2-0 \| 3-0 \| 90 Minutos \| San Lorenzo \| \| 6 \| 19/09/13 \| Estudiantes (BA) \| Copa Argentina 2013 \| Semifinal \| 1-1 \| 1-1 \| Definición Por Penales \| San Lorenzo \| \| 7 \| 03/04/14 \| Arsenal \| Torneo Final 2014 \| 11 \| 1-0 \| 2-0 \| 90 Minutos \| San Lorenzo \| \| 8 \| 30/04/14 \| Grêmio \| Copa Libertadores 2014 \| 8.os \| 0-1 \| 1-1 \| Definición Por Penales \| San Lorenzo \| \| 9 \| 28/03/15 \| Lanús \| Primera División 2015 \| 7 \| 3-0 \| 4-0 \| 90 Minutos \| San Lorenzo \| \| 10 \| 20/02/16 \| Vélez Sarsfield \| Primera División 2016 \| 4 \| 2-1 \| 3-2 \| 90 Minutos \| San Lorenzo \| \| 11 \| 02/05/19 \| Rosario Central \| Supercopa Argentina 2018 \| Final \| 0-0 \| 0-0 \| Definición Por Penales \| Boca Juniors \| \| 12 \| 16/05/19 \| Vélez Sarsfield \| Copa de la Superliga 2019 \| 4.os \| 0-0 \| 0-0 \| Definición Por Penales \| Boca Juniors \| \| 13 \| 17/01/21 \| Banfield \| Liga Profesional 2020 \| Final \| 1-1 \| 1-1 \| Definición Por Penales \| Boca Juniors \| \| 14 \| 16/05/21 \| River Plate \| Liga Profesional 2021 \| 4.os \| 1-1 \| 1-1 \| Definición Por Penales \| Boca Juniors \| \| 15 \| 22/06/22 \| Chaco For Ever \| Copa Argentina 2022 \| 32.os \| 0-0 \| 0-0 \| Definición Por Penales \| Talleres \| \| 16 \| 28/09/22 \| Independiente \| Copa Argentina 2022 \| 4.os \| 0-0 \| 0-0 \| Definición Por Penales \| Talleres \| \| 17 \| 16/10/22 \| Aldosivi \| Primera División 2022 \| 26 \| 2-0 \| 3-1 \| 90 Minutos \| Talleres \| \| 18 \| 28/06/25 \| La Luz \| Segunda División 2025 \| 3 \| 4-0 \| 4-0 \| 90 Minutos \| Rampla Juniors \| |          |                     |                           |           |                   |                 |                                    |                     |
| N° | Fecha    | Rival               | Competición               | Jornada   | Resultado parcial | Resultado final | Definición por penales/ 90 minutos | Equipo donde jugaba |
| 1 | 30/11/11 | Atlético de Rafaela | Copa Argentina 2011       | 32.os     | 0-0               | 0-0             | Definición Por Penales             | Ferro               |
| 2 | 13/03/12 | Chacarita           | Copa Argentina 2012       | 16.os     | 1-1               | 1-1             | Definición Por Penales             | San Lorenzo         |
| 3 | 11/05/13 | Boca Juniors        | Torneo Final 2013         | 13        | 2-0               | 3-0             | 90 Minutos                         | San Lorenzo         |
| 4 | 15/05/13 | Deportivo Morón     | Copa Argentina 2013       | 16.os     | 0-0               | 0-0             | Definición Por Penales             | San Lorenzo         |
| 5 | 11/05/13 | River Plate         | Torneo Final 2013         | 13        | 2-0               | 3-0             | 90 Minutos                         | San Lorenzo         |
| 6 | 19/09/13 | Estudiantes (BA)    | Copa Argentina 2013       | Semifinal | 1-1               | 1-1             | Definición Por Penales             | San Lorenzo         |
| 7 | 03/04/14 | Arsenal             | Torneo Final 2014         | 11        | 1-0               | 2-0             | 90 Minutos                         | San Lorenzo         |
| 8 | 30/04/14 | Grêmio              | Copa Libertadores 2014    | 8.os      | 0-1               | 1-1             | Definición Por Penales             | San Lorenzo         |
| 9 | 28/03/15 | Lanús               | Primera División 2015     | 7         | 3-0               | 4-0             | 90 Minutos                         | San Lorenzo         |
| 10 | 20/02/16 | Vélez Sarsfield     | Primera División 2016     | 4         | 2-1               | 3-2             | 90 Minutos                         | San Lorenzo         |
| 11 | 02/05/19 | Rosario Central     | Supercopa Argentina 2018  | Final     | 0-0               | 0-0             | Definición Por Penales             | Boca Juniors        |
| 12 | 16/05/19 | Vélez Sarsfield     | Copa de la Superliga 2019 | 4.os      | 0-0               | 0-0             | Definición Por Penales             | Boca Juniors        |
| 13 | 17/01/21 | Banfield            | Liga Profesional 2020     | Final     | 1-1               | 1-1             | Definición Por Penales             | Boca Juniors        |
| 14 | 16/05/21 | River Plate         | Liga Profesional 2021     | 4.os      | 1-1               | 1-1             | Definición Por Penales             | Boca Juniors        |
| 15 | 22/06/22 | Chaco For Ever      | Copa Argentina 2022       | 32.os     | 0-0               | 0-0             | Definición Por Penales             | Talleres            |
| 16 | 28/09/22 | Independiente       | Copa Argentina 2022       | 4.os      | 0-0               | 0-0             | Definición Por Penales             | Talleres            |
| 17 | 16/10/22 | Aldosivi            | Primera División 2022     | 26        | 2-0               | 3-1             | 90 Minutos                         | Talleres            |
| 18 | 28/06/25 | La Luz              | Segunda División 2025     | 3         | 4-0               | 4-0             | 90 Minutos                         | Rampla Juniors      |

## Estadísticas

### Clubes
Actualizado al último partido jugado el 05 de julio de 2025
| Club                                   | Div.                | Temporada           | Liga  | Liga  | Liga   | Copas nacionales | Copas nacionales | Copas nacionales | Torneos internacionales | Torneos internacionales | Torneos internacionales | Total | Total | Total  |
| Club                                   | Div.                | Temporada           | Part. | Goles | Asist. | Part.            | Goles            | Asist.           | Part.                   | Goles                   | Asist.                  | Part. | Goles | Asist. |
| -------------------------------------- | ------------------- | ------------------- | ----- | ----- | ------ | ---------------- | ---------------- | ---------------- | ----------------------- | ----------------------- | ----------------------- | ----- | ----- | ------ |
| C. A. Talleres Argentina               | 2.ª                 | 2006-07             | 15    | 0     | 1      | —                | —                | —                | —                       | —                       | —                       | 15    | 0     | 1      |
| C. A. Talleres Argentina               | 2.ª                 | 2007-08             | 32    | 1     | 2      | —                | —                | —                | —                       | —                       | —                       | 32    | 1     | 2      |
| C. A. Talleres Argentina               | 2.ª                 | 2008-09             | 28    | 0     | 1      | —                | —                | —                | —                       | —                       | —                       | 28    | 0     | 1      |
| C. A. Talleres Argentina               | 3.ª                 | 2009-10             | 22    | 0     | 3      | —                | —                | —                | —                       | —                       | —                       | 22    | 0     | 3      |
| C. A. Talleres Argentina               | Total               | Total               | 97    | 1     | 7      | —                | —                | —                | —                       | —                       | —                       | 97    | 1     | 7      |
| C. A. Talleres Argentina               | 1.ª                 | 2022                | 14    | 1     | 0      | 4                | 0                | 0                | 1                       | 0                       | 0                       | 19    | 1     | 0      |
| C. A. Talleres Argentina               | 1.ª                 | 2023                | 2     | 0     | 0      | 1                | 0                | 0                | —                       | —                       | —                       | 3     | 0     | 0      |
| C. A. Talleres Argentina               | Total               | Total               | 16    | 1     | 0      | 5                | 0                | 0                | 1                       | 0                       | 0                       | 22    | 1     | 0      |
| Atlético Tucumán Argentina             | 2.ª                 | 2010-11             | 27    | 2     | 0      | —                | —                | —                | —                       | —                       | —                       | 27    | 2     | 0      |
| Atlético Tucumán Argentina             | Total               | Total               | 27    | 2     | 2      | —                | —                | —                | —                       | —                       | —                       | 27    | 2     | 2      |
| Ferro Carril Oeste Argentina           | 2.ª                 | 2011-12             | 22    | 2     | 3      | 1                | 0                | 0                | —                       | —                       | —                       | 23    | 2     | 3      |
| Ferro Carril Oeste Argentina           | Total               | Total               | 22    | 2     | 3      | 1                | 0                | 0                | —                       | —                       | —                       | 23    | 2     | 3      |
| C. A. San Lorenzo de Almagro Argentina | 1.ª                 | 2011-12             | 12    | 0     | 4      | 1                | 0                | 0                | —                       | —                       | —                       | 13    | 0     | 4      |
| C. A. San Lorenzo de Almagro Argentina | 1.ª                 | Promoción           | 2     | 0     | 0      | —                | —                | —                | —                       | —                       | —                       | 2     | 0     | 0      |
| C. A. San Lorenzo de Almagro Argentina | 1.ª                 | 2012-13             | 36    | 5     | 4      | 5                | 1                | 1                | —                       | —                       | —                       | 41    | 6     | 5      |
| C. A. San Lorenzo de Almagro Argentina | 1.ª                 | 2013-14             | 29    | 2     | 0      | 1                | 0                | 0                | 15                      | 1                       | 0                       | 45    | 3     | 0      |
| C. A. San Lorenzo de Almagro Argentina | 1.ª                 | 2014                | 17    | 1     | 1      | 1                | 0                | 0                | 2                       | 0                       | 0                       | 20    | 1     | 1      |
| C. A. San Lorenzo de Almagro Argentina | 1.ª                 | 2015                | 26    | 2     | 2      | 3                | 0                | 0                | 7                       | 0                       | 0                       | 35    | 2     | 2      |
| C. A. San Lorenzo de Almagro Argentina | 1.ª                 | 2016                | 14    | 1     | 2      | 1                | 0                | 0                | 5                       | 0                       | 0                       | 20    | 1     | 2      |
| C. A. San Lorenzo de Almagro Argentina | Total               | Total               | 136   | 11    | 13     | 12               | 1                | 1                | 29                      | 1                       | 0                       | 175   | 13    | 14     |
| Sao Paulo F. C. · Brasil               | 1.ª                 | 2016                | 17    | 0     | 0      | 3                | 0                | 0                | —                       | —                       | —                       | 20    | 0     | 0      |
| Sao Paulo F. C. · Brasil               | 1.ª                 | 2017                | 7     | 0     | 1      | 10               | 0                | 0                | 1                       | 0                       | 0                       | 18    | 0     | 1      |
| Sao Paulo F. C. · Brasil               | Total               | Total               | 24    | 0     | 1      | 13               | 0                | 0                | 1                       | 0                       | 0                       | 38    | 0     | 1      |
| C. A. Boca Juniors Argentina           | 1.ª                 | 2017-18             | 12    | 0     | 0      | —                | —                | —                | 4                       | 0                       | 0                       | 16    | 0     | 0      |
| C. A. Boca Juniors Argentina           | 1.ª                 | 2018-19             | 17    | 1     | 1      | 7                | 0                | 0                | 10                      | 0                       | 1                       | 34    | 1     | 2      |
| C. A. Boca Juniors Argentina           | 1.ª                 | 2019-20             | 20    | 0     | 0      | 1                | 1                | 1                | 4                       | 0                       | 0                       | 25    | 1     | 1      |
| C. A. Boca Juniors Argentina           | 1.ª                 | 2020-21             | —     | —     | —      | 21               | 0                | 1                | 11                      | 0                       | 0                       | 32    | 0     | 1      |
| C. A. Boca Juniors Argentina           | Total               | Total               | 49    | 1     | 1      | 29               | 1                | 1                | 29                      | 0                       | 1                       | 107   | 2     | 4      |
| S. D. Huesca · España                  | 2.ª                 | 2021-22             | 17    | 0     | 0      | 2                | 0                | 1                | —                       | —                       | —                       | 19    | 0     | 1      |
| S. D. Huesca · España                  | Total               | Total               | 17    | 0     | 0      | 2                | 0                | 1                | —                       | —                       | —                       | 19    | 0     | 1      |
| F. C. Cartagena · España               | 2.ª                 | 2021-22             | 7     | 1     | 0      | —                | —                | —                | —                       | —                       | —                       | 7     | 1     | 0      |
| F. C. Cartagena · España               | Total               | Total               | 7     | 1     | 0      | —                | —                | —                | —                       | —                       | —                       | 7     | 1     | 0      |
| Independiente Argentina                | 1.ª                 | 2023                | —     | —     | —      | 7                | 0                | 0                | —                       | —                       | —                       | 7     | 0     | 0      |
| Independiente Argentina                | 1.ª                 | 2024                | —     | —     | —      | 1                | 0                | 0                | —                       | —                       | —                       | 1     | 0     | 0      |
| Independiente Argentina                | Total               | Total               | 0     | 0     | 0      | 8                | 0                | 0                | 0                       | 0                       | 0                       | 8     | 0     | 0      |
| Rampla Juniors · Uruguay               | 2.ª                 | 2025                | 14    | 1     | 1      | 0                | 0                | 0                | —                       | —                       | —                       | 0     | 0     | 0      |
| Rampla Juniors · Uruguay               | Total               | Total               | 14    | 1     | 1      | 0                | 0                | 0                | —                       | —                       | —                       | 14    | 1     | 1      |
| Total en su carrera                    | Total en su carrera | Total en su carrera | 409   | 19    | 28     | 71               | 2                | 3                | 60                      | 1                       | 1                       | 538   | 25    | 32     |

## Palmarés

### Campeonatos nacionales
| Título              | Equipo                 | País      | Año     |
| ------------------- | ---------------------- | --------- | ------- |
| Primera División    | San Lorenzo de Almagro | Argentina | I-2013  |
| Supercopa Argentina | San Lorenzo de Almagro | Argentina | 2015    |
| Primera División    | Boca Juniors           | Argentina | 2017-18 |
| Supercopa Argentina | Boca Juniors           | Argentina | 2018    |
| Primera División    | Boca Juniors           | Argentina | 2019-20 |
| Copa de la Liga     | Boca Juniors           | Argentina | 2020    |
| Copa Argentina      | Boca Juniors           | Argentina | 2020    |

### Campeonatos internacionales
| Título                       | Equipo                 | Sede         | Año  |
| ---------------------------- | ---------------------- | ------------ | ---- |
| Copa Libertadores de América | San Lorenzo de Almagro | Buenos Aires | 2014 |

### Distinciones individuales
| Distinción                                      | Año  |
| ----------------------------------------------- | ---- |
| Equipo ideal de la Copa Libertadores de América | 2014 |
| Equipo ideal de la Primera División             | 2015 |
| Equipo ideal de las Américas                    | 2017 |